# Grzegorz Dobiecki
Grzegorz Dobiecki (ur. 1955) – polski dziennikarz, korespondent, publicysta i komentator zajmujący się tematyką międzynarodową.

## Życiorys
Ukończył prawo i dziennikarstwo (podyplomowo) na Uniwersytecie Warszawskim. Karierę dziennikarską rozpoczął w Polskim Radiu. Po wprowadzeniu stanu wojennego znalazł się we Francji, gdzie pracował w Radio France Internationale i emigracyjnym „Kontakcie”.
Od 1991 był kolejno korespondentem TVP i „Rzeczpospolitej” w Paryżu, współpracował z RMF FM. Publikował m.in. w „Rzeczpospolitej”, „Polityce” i „Wprost”. Od 2008 związany z Polsat News, gdzie jest komentatorem wydarzeń międzynarodowych. Prowadził magazyny To był dzień na świecie, Tydzień na świecie, a obecnie Dzień na świecie (na zmianę z Janem Mikrutą, Grzegorzem Kozakiem i Agnieszką Laskowską). Współpracownik podcastu Dariusza Rosiaka Raport o stanie świata, w którym przygotowuje rubrykę Świat z boku.
W 2012 nominowany do nagrody Wiktora w kategorii „Komentator lub publicysta”, a w 2021 nominowany do Telekamery w kategorii „Prezenter informacji”.
Autor książek: Świat z boku. Absurdy zagranicy (2022) oraz Międzynarodowiec, czyli paradoksy globalnego zaścianka (2024).